# Chrystelle Naami Yang
Chrystelle Naami Yang (30 de abril de 1981) es una deportista camerunesa que compitió en taekwondo. Ganó una medalla de plata en el Campeonato Africano de Taekwondo de 2009 en la categoría de –73 kg.

## Palmarés internacional
| Campeonato Africano | Campeonato Africano | Campeonato Africano | Campeonato Africano |
| Año                 | Lugar               | Medalla             | Categoría           |
| ------------------- | ------------------- | ------------------- | ------------------- |
| 2009                | Yaundé (Camerún)    | Medalla de plata    | –73 kg              |